# Ротар Тетяна Юріївна
Тетяна Юріївна Ротар (9 листопада 1996, Котелеве, Чернівецька область) — українська волейболістка, ліберо.

## Клуби
| Роки      | Команди                           |
| --------- | --------------------------------- |
| 2016—2017 | «Буковина» (Чернівці)             |
| 2017—2018 | «Галичанка» (Тернопіль)           |
| 2018—2019 | «Добродій» (Вінниця)              |
| 2019—2020 | «Галичанка» (Тернопіль)           |
| 2020—2021 | СК «Прометей»                     |
| 2021—2022 | Академія «Прометей»               |
| 2022—2023 | «Добродій» (Вінниця)              |
| 2023—2024 | «Буковинка» (Чернівці)            |
| 2024—     | «Воллейбук-ЧНУ-ЧОДЮСШ» (Чернівці) |

## Досягнення
Чемпіонат України
- Перше місце (1): 2021
- Друге місце (1): 2023
- Третє місце (2): 2018, 2024

Кубок України
- Перше місце (1): 2021
- Третє місце (1): 2018, 2020

Кубок ліги
- Друге місце (1): 2022